# Ocimum tenuiflorum

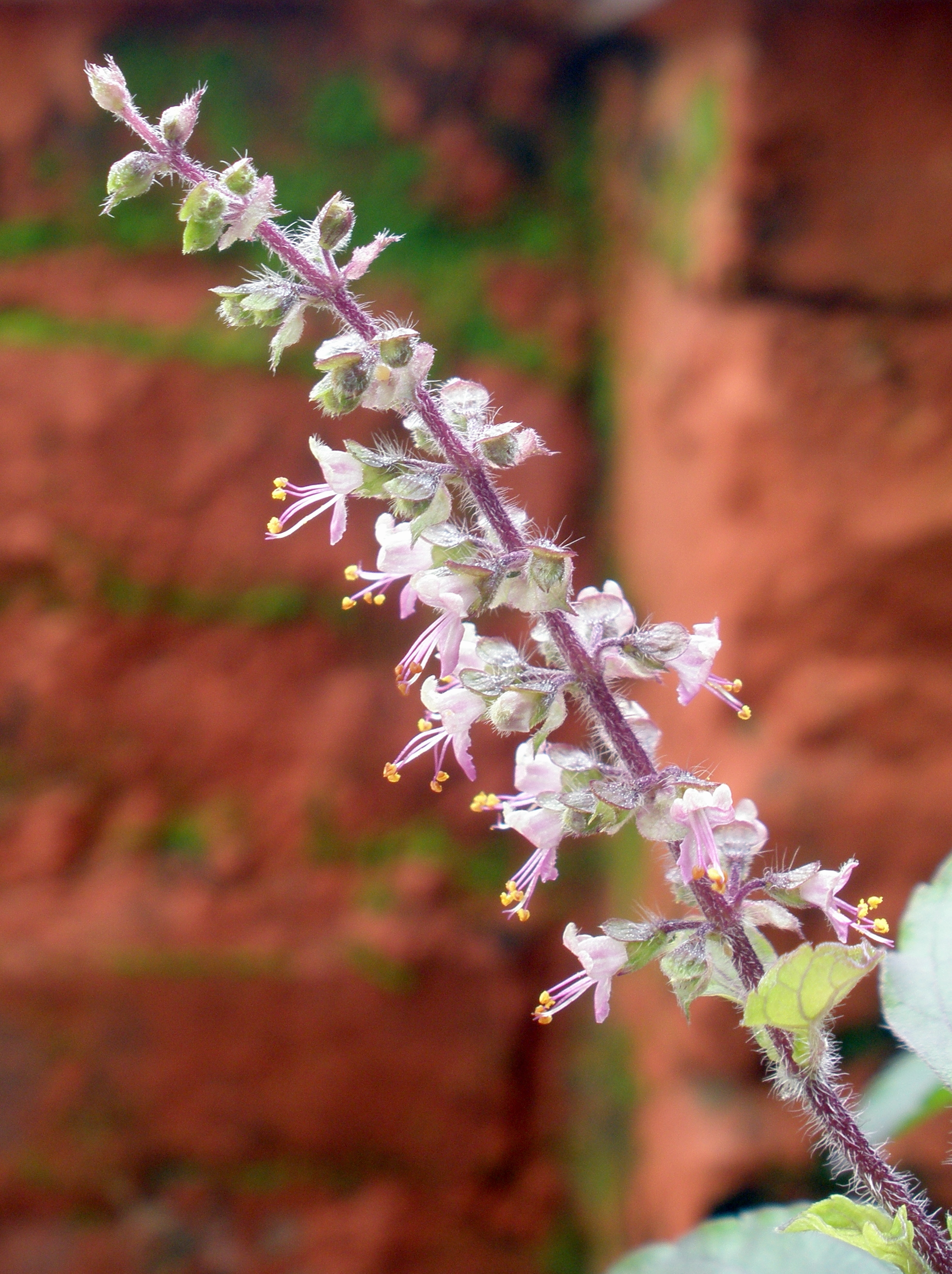
Flores.

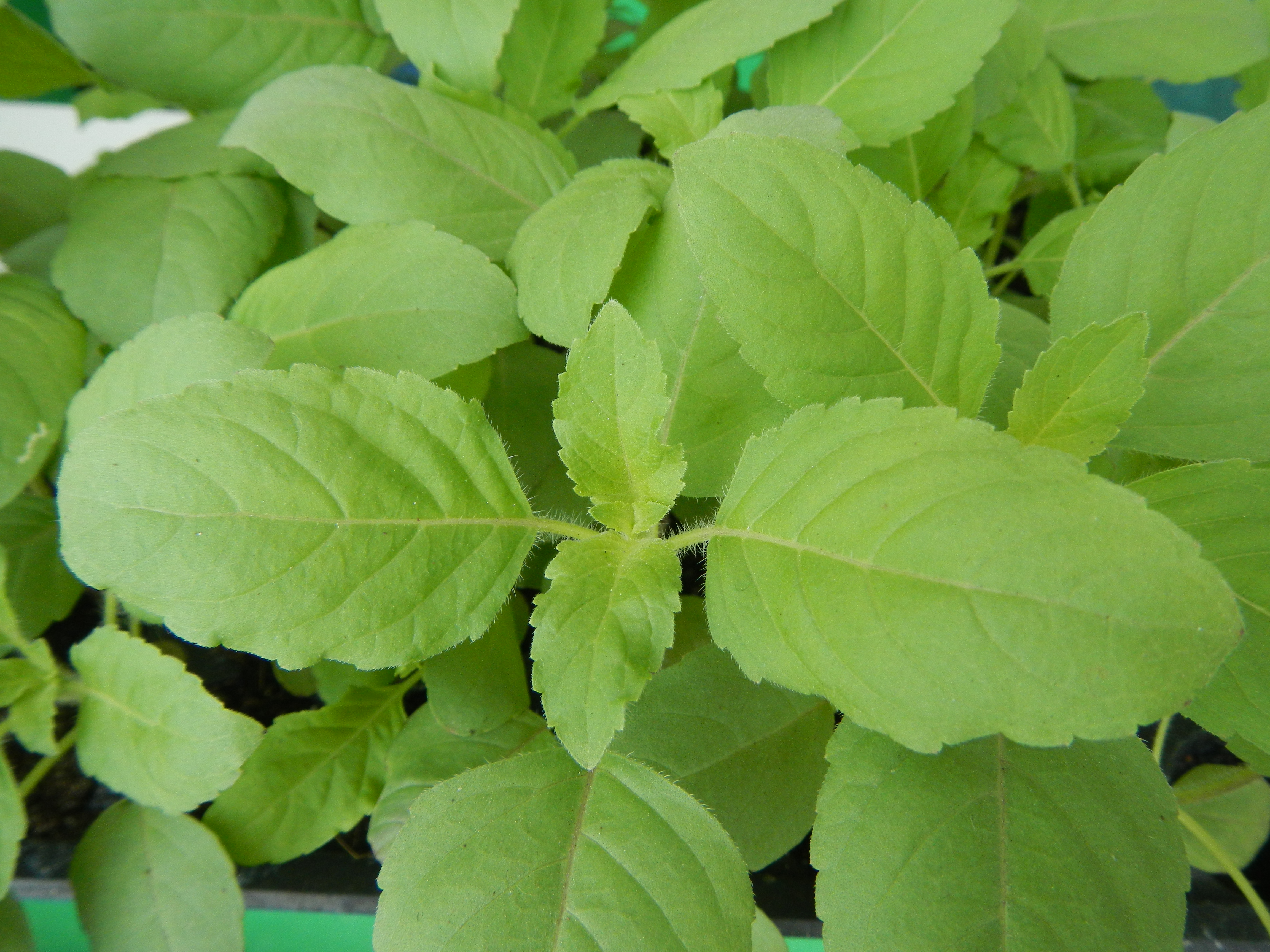
Hojas.

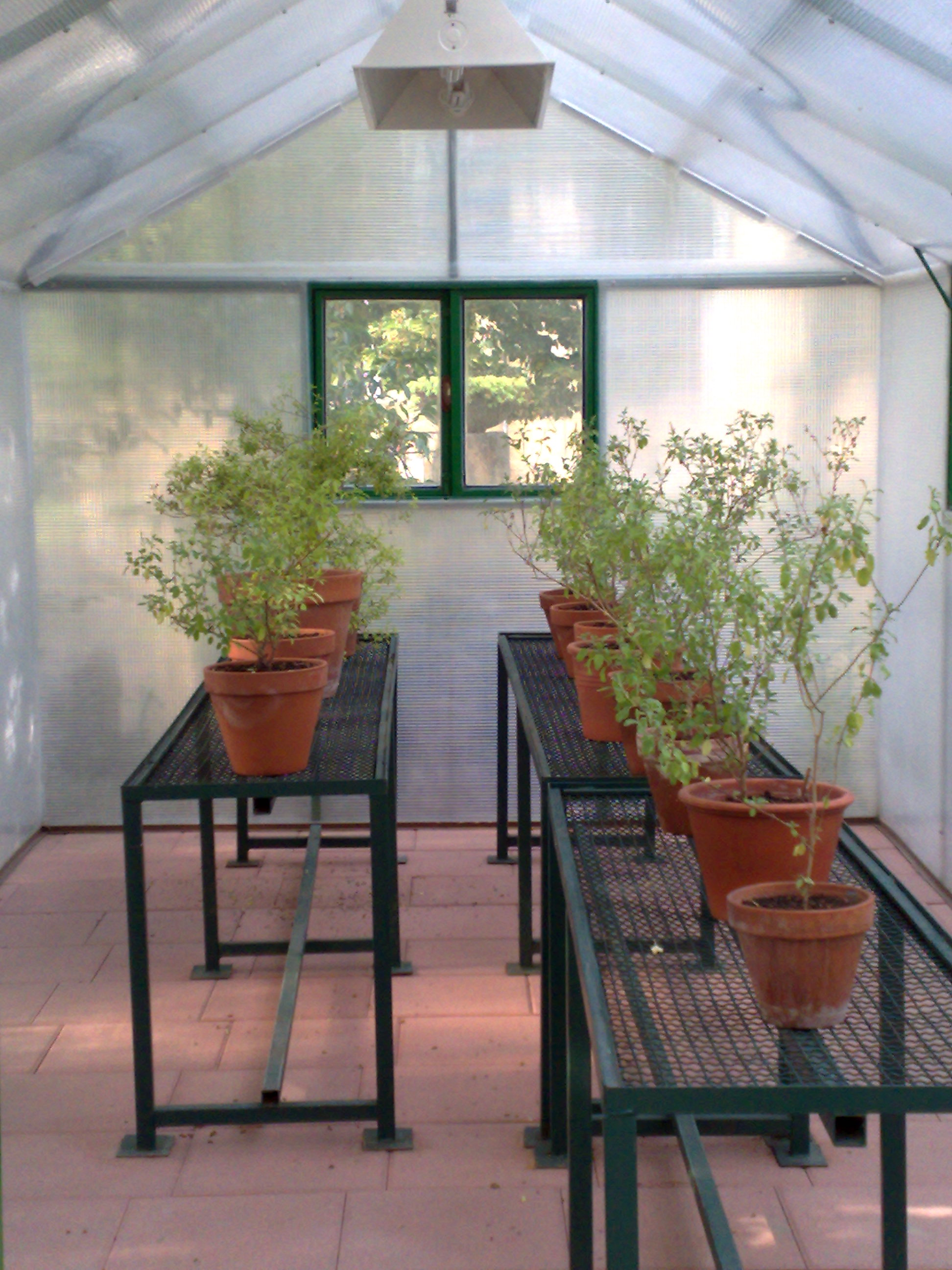
Plantas de tulsí en sus macetas dentro de un invernadero en el templo Hare Krishna en Vicenza (Italia).

Ocimum tenuiflorum, nombre común albahaca morada, es una planta aromática de la familia de las lamiáceas, considerada sagrada por el hinduismo. Es pariente cercana de la albahaca común Ocimum basilicum. En Filipinas se llama balánoy.

## Descripción
Es una herbácea perenne, cultivada frecuentemente como anual, que forma un subarbusto de porte erecto y muy ramificado, de hasta 1  m de altura. Los tallos son cuadrangulares y vellosos con hojas opuestas de color verde o morado, de forma oval o elíptico-oval, de hasta 4 cm de longitud, con pecíolos de la misma longitud que el limbo y márgenes enteros o ligeramente crenados.
Las inflorescencias surgen en racimos terminales con flores bilabiadas blancas, rosas o color lavanda. El aceite esencial que contiene la planta le proporciona su característico aroma.
En India hay dos morfotipos principales:
- de hojas verdes: sri tulsí o lakshmí tulsí
- de hojas moradas: krishná tulsí.[5]

## Distribución y hábitat
Esta especie es nativa del subcontinente indio, Malasia y diferentes partes del Asia tropical y subtropical. Se ha naturalizado en muchos otros países y difundido como planta de cultivo debido a su uso culinario, religioso y medicinal. Sin embargo, no existen datos sobre su hábitat silvestre. Se considera especie invasiva en algunos países debido a su facilidad de propagación.

## Usos

### Uso culinario
Se usa en la cocina tailandesa, donde se llama  kha-phrao (กะเพรา) o krapao (กะเพรา).
El plato más conocido es el Pad kaphrao (ผัดกะเพรา): carne de vaca, cerdo o pollo frita con hojas de tulsí.
En la cocina tailandesa se usan otras albahacas. Una de ellas es la horapa (โหระพา), O. basilicum var. thyrsiflora,  una variedad de la albahaca común con aroma anisado; otra es el maenglak (แมงลัก) O.× africanum, un híbrido entre O.  basilicum y O. americanum con olor a limón.

### Uso religioso
Esta planta tiene gran importancia para los hinduistas, llamada Tulsí o Tulasí. En algunas tradiciones, especialmente en el vaishnavismo, los devotos la adoran diariamente. Su presencia en el hogar simboliza la religiosidad de una familia hasta el punto de que éste se considera vacío si no hay una planta de tulsí.
Algunos hogares tienen hasta una docena de plantas, formando un tulsí-van o tulsí vrindavan —bosque o bosquecillo de tulsí—.

### Uso en la medicina tradicional
La albahaca india se ha usado tradicionalmente en Asia debido a sus propiedades. 
Cháraka la menciona en el Charaka-samjitá, un antiguo texto ayurvédico.

### Posible uso en farmacología
En un estudio se ha encontrado que los extractos de tulsí protegen a las células contra los daños causados por la radiactividad
Un pequeño estudio en ratas y conejos evaluó su eficacia, administrado por vía oral, para prevenir las cataratas.

## Composición química
Algunos de los compuestos fitoquímicos son:
- Ácido oleanólico
- Ácido rosmarínico
- Ácido ursólico
- Carvacrol
- Eugenol
- Linalool
- β-cariofileno (alrededor del 8%)[13]

El aceite esencial de O. tenuiflorum consta principalmente de eugenol (~70%) β-elemeno (~11.0%), β-cariofileno (~8%) y germacreno (~2%), y el resto se compone de varios compuestos traza en su mayoría terpenos.

## Taxonomía
Ocimum tenuiflorum fue descrita por Carlos Linneo y publicado en Species Plantarum 597, en 1753.
Etimología
Ocimum: nombre genérico que deriva del griego antiguo okimo usado por Teofrasto y Dioscórides para referirse a la hierba aromática.
tenuiflorum: epíteto latíno que significa "con flores delgadas"
Sinonimia
- Lumnitzera tenuiflora (L.) Spreng., Syst. Veg. 2: 687 (1825).
- Moschosma tenuiflorum (L.) Heynh., Nom. Bot. Hort.: 532 (1841).
- Geniosporum tenuiflorum (L.) Merr., Philipp. J. Sci. 19: 379 (1921).
- Ocimum monachorum L., Mant. Pl. 1: 85 (1767).
- Ocimum sanctum L., Mant. Pl. 1: 85 (1767).
- Ocimum inodorum Burm.f., Fl. Indica: 130 (1768).
- Ocimum tomentosum Lam., Encycl. 1: 387 (1785).
- Plectranthus monachorum (L.) Spreng., Syst. Veg. 2: 690 (1825).
- Ocimum hirsutum Benth. in Wall., Pl. Asiat. Rar. 2: 14 (1830).
- Ocimum villosum Roxb., Fl. Ind. ed. 1832, 3: 13 (1832), nom. illeg.
- Ocimum scutellarioides Willd. ex Benth., Linnaea 11: 344 (1837).
- Ocimum anisodorum F.Muell., Fragm. 4: 46 (1863).
- Ocimum caryophyllinum F.Muell., Fragm. 4: 46 (1863).
- Ocimum sanctum var. angustifolium Benth., Fl. Austral. 5: 74 (1870).
- Ocimum sanctum var. hirsutum (Benth.) Hook.f., Fl. Brit. India 4: 609 (1885).
- Ocimum subserratum B.Heyne ex Hook.f., Fl. Brit. India 4: 609 (1885).
- Ocimum sanctum var. cubensis M.Gómez, Anales Hist. Nat. 19: 262 (1890).[18]